# بند مرجعي
شرط المراجل هو مصطلح قانوني باللغة الإنجليزية يستخدم بالاقتران مع قانون العقد . عند تشكيل العقود، غالبًا ما تستخدم أطراف العقد قوالب أو نماذج مع بنود مرجعية - لغة مرجعية، تستخدم كلغة قياسية-, تشير هذه البنود إلى البنود الموحدة في العقود، ويمكن العثور عليها في نهاية الاتفاقية، إن تضمين بنود مرجعية هي العملية التي يمكن لأطراف العقد من خلالها تحديد علاقتهم وإرادة توفير اليقين بشكل أفضل إذا كان هناك خلاف على شروط العقد. 
بنود Boilerplate هي شروط تعاقدية قياسية يتم تضمينها بشكل روتيني في العديد من العقود.بعض أنواع الجمل الأكثر شيوعًا مذكورة أدناه: 

## شرط الإحالة
لا يسمح القانون العام بتنازل عبء العقد -أي الالتزامات التعاقدية- دون موافقة الأطراف المتعاقدة الأخرى. يجوز التنازل عن فائدة العقد -أي الحقوق التعاقدية-دون موافقة الأطراف المتعاقدة الأخرى. 
يحظر شرط التنازل صراحة أو يسمح بنقل الحقوق أو الالتزامات بموجب العقد إلى طرف ثالث في العقد. 
مثال:
```
لا يتم التنازل عن هذه الاتفاقية أو أي من الحقوق أو المصالح أو الالتزامات بموجب الاتفاقية، كليًا أو جزئيًا، عن طريق تطبيق القانون أو خلاف ذلك من قبل أي من الطرفين دون موافقة كتابية مسبقة من الطرف الآخر. 
```

قد يكون النقل محظورًا أو مسموحًا به كليًا أو جزئيًا، حيث يحتوي العقد منفصلة وللفصل الواجبات، قد يتم نقل جزء فقط من العقد. 
فئات العقد التي لا يمكن تخصيصها والتي تتضمن عقود الخدمات الشخصية، مثل :عقود العمل. 
مثال السماح بالتخصيص في ظل ظروف محددة هو: 
مثال: تحتوي أجسام الشحن وبنود الشحن على (شرط تنازل) مشابه ينص على أنه لا يوجد إحالة ملزمة ما لم يتم إقرار إشعار مؤرخ بالتنازل، تم توقيعه من المؤكد على السياسة ويتم إصدار السياسة قبل دفع المطالبة أو إرجاع الممتازة. 

## شرط (القوة القاهرة)
تم تصميم شرط القوة القاهرة للحماية من الفشل في أداء الالتزامات التعاقدية الناجمة عن أحداث لا يمكن تجنبها خارجة عن سيطرة الطرف، مثل الكوارث الطبيعية، تُستخدم شروط القوة القاهرة في المقام الأول لتحديد الظروف التي قد يُغفر فيها أداء العقد. 
مثال:
```
لا يتحمل محامي جامبر وشركأة أي مسؤولية عن أي تأخيرأو فشل فيالأداء ناتج عن ظروف خارجة عن سيطرته المعقولة. 
```

## شرط التحكيم
بند معيّن منصوص عليه للتنازل عن أي نزاع قد ينشأ أمام المحكمة , على أطراف العقد إحالة النزاع إلى محكم للتوصل إلى تسوية خارج المحكمة. 
مثال:
```
في حالة نشوء نزاع بين الطرفين، يتم الاتفاق بموجب هذا على إحالة النزاع إلى غرفة التجارة الدولية وتسويته من قبل ثلاثة محكمين، قرار المحكم نهائي وملزم. 
```

## شرط الاستقلالية
ينص بند قابلية الفصل على أنه في حالة تحديد بند واحد أو أكثر من أحكام العقد غير قابل للتنفيذ ، يبقى باقي العقد ساري المفعول. 
مثال:
```
سيتم تنفيذ هذه الاتفاقية إلى أقصى حد يسمح به القانون المعمول به. إذا تم لأي سبب من الأسباب اعتبار أي بند أو حكم من هذه الاتفاقية غير صالح أو غير قابل للتنفيذ إلى أي مدى، فإن (أ) سيتم تفسير أو تفسير أو تعديل هذا البند أو الحكم بالقدر المطلوب بشكل معقول لجعل نفس المادة صالحة أو قابلة للتنفيذ، وبما يتفق مع القصد الأصلي الكامن وراء مثل هذا الحكم ؛ (ب) يظل هذا المصطلح أو الحكم ساريًا طالما أنه غير صالح أو غير قابل للتنفيذ. و (ج) لن يؤثر هذا البطلان أو عدم قابلية الإنفاذ على أي مصطلح أو حكم آخر في هذه الاتفاقية. " 
```